# Сайеди, Абдулла
Абдулла Сайеди (перс. عبدالله ساعدی‎; 24 августа 1942 — 1977) — иранский футболист, полузащитник. Участник летних Олимпийских игр 1964 года, обладатель Кубка Азии 1968 года.

## Биография
Абдулла Сайеди родился 24 августа 1942 года.
Играл в футбол на позиции полузащитника. В 1961 году играл в чемпионате Ирана за тегеранский «Шахин».
В 1963—1968 годах провёл 5 матчей за сборную Ирана, мячей не забивал. Дебютным стал поединок отборочного турнира летних Олимпийских игр 4 октября 1963 года в Тегеране против сборной Пакистана (4:1).
В 1964 году вошёл в состав сборной Ирана по футболу на летних Олимпийских играх в Токио, поделившей 13-16-е места. Играл на позиции полузащитника, участвовал в матче группового этапа против ОГК (0:4).
В 1968 году завоевал золотую медаль Кубка Азии в Тегеране. Участвовал только в стартовом матче против сборной Гонконга (1:0).
Работал пилотом.
Погиб в 1977 году в авиакатастрофе.

## Достижения

### Командные
Сборная Ирана
- Обладатель Кубка Азии (1): 1968.